# 京都市立格致小学校
京都市立格致小学校（きょうとしりつ かくちしょうがっこう）は、かつて京都府京都市下京区高辻通堀川東入西高辻町にあった公立小学校。
1991年度末をもって、修徳・豊園・有隣・開智の4校と共に京都市立洛央小学校に統合され、閉校した。

## 概要

### 校名由来
沿革史によると『明治11年(1878年)2月「格致学校」と改む。按ずるに格致の称呼は、大学の「格物致知」より出でしものにして、本校当事者の届出により槇村知事の允許を得たものなり。』
「格致」という名称は、大学の「格物致知」からでている。これは大学の教科である礼・楽・射・御・書・数の六芸を修得するのが知を致すゆえんの意味である。

### 閉校時の概要
下に詳述するように、全児童数がほぼ100名規模となり、京都市立洛央小学校として統合された。
1. 通学区　東は西洞院通東側　西は堀川通西側　南は松原通北側　北は四条通北側
2. 教育目標　心の豊かさとたくましい実践力のある子どもの育成
3. 研究主題　一人ひとりが考えを出し合い　お互いを高め合える授業
4. 重点目標　多様な考えを　引き出す工夫をして
5. 児童数
  1. 1年　17名
  2. 2年　16名
  3. 3年　20名
  4. 4年　20名
  5. 5年　13名
  6. 6年　17名
  7. 合計 103名

## 跡地利用
廃校後は、洛央小学校や堀川高校の第二教育施設などとして使用された。
2017年（平成29）年4月、近隣の醒泉小学校と淳風小学校が少子化のため統合され下京雅小学校となり、その新校舎を新築することなり、工事期間中はここ格致小学校跡地に建てられた仮校舎が使用された。その後2020年（令和2年）4月には、下京雅小学校は元醒泉小学校跡地に完成した新校舎に移転した。
令和4年4月に決定した次の跡地利用
北総合支援学校分校の開校に向かって
京都市教育委員会は令和4年4月、総合支援学校の生徒数の増加に伴い、次の事を決めました。中京区下京区を通学区域とする北総合支援学校分校の開校に向け準備を進めること。分校の開校は令和6年4月を予定しており、元格致小学校の施設を改修して利用する。当該分校には小学部・中学部・高等部が設置される予定です。
京都市教育委員会ホームページ参照
分校設置計画の概要
- 校　　名　京都市立北総合支援学校中央分校
- 開校時期　令和6年4月（予定）
- 設置場所　元格致小学校（下京区油小路通仏光寺下る太子山町602の1）
- 施設整備　元格致小学校施設を改修（エレベーターの設置やバリアフリー化等）
- 設置学部　小学部・中学部・高等部
- 通学区域　中京区・下京区（上京区の一部を含む）

## 沿革
- 1869年（明治2年）10月6日 - 下京第八番組小学校として開校
- 1872年（明治5年） - 下京第十区小学校となる
- 1875年（明治8年） - 下京太子学校となる
- 1878年（明治11年） - 下京格致学校となる
- 1887年（明治20年） - 下京区第十尋常小学校となる
- 1892年（明治25年） - 京都市格致尋常小学校となる
- 1901年（明治34年） - 京都市格致尋常高等小学校となる
- 1908年（明治41年） - 京都市格致尋常小学校となる
- 1919年（大正8年） - 創立五十周年記念式
- 1922年（大正11年） - 京都市格致尋常高等小学校となる
- 1932年（昭和7年） - 京都市格致尋常小学校となる
- 1935年（昭和10年） - 商業青年学校併設
- 1941年（昭和16年） - 京都市格致国民学校となる
- 1947年（昭和22年） - 京都市立格致小学校となる
- 1969年（昭和44年） - 創立周年記念で格致百年史発刊
- 1991年（平成3年） - 格致・修徳・豊園・有隣・開智の5校統合が決定
- 1992年（平成4年）3月31日 - 閉校

## 格致学区の町内 旧格致小学校校区
- 四条堀川町　　　　堀川通・四条通～綾小路通間
- 柏屋町　　　　　　四条通・堀川通～油小路通間
- 高野堂町　　　　　醒ケ井通・四条通～綾小路通間
- 石井筒町　　　　　油小路通・四条通～綾小路通間
- 妙伝寺町　　　　　西洞院通・四条通～綾小路通間
- 西綾小路町　　　　綾小路通・堀川通～油小路通間
- 要法寺町　　　　　堀川通と醒ヶ井通・綾小路通～仏光寺通間
- 風早町　　　　　　油小路通・綾小路通～仏光寺通間
- 綾西洞院町　　　　西洞院通・綾小路通～仏光寺通間
- 太子山町　　　　　油小路通・仏光寺通～高辻通間
- 本柳水町　　　　　西洞院通・仏光寺通～高辻通間
- 傘鉾町　　　　　　四条通・油小路通～西洞院通間
- 芦刈山町　　　　　綾小路通・油小路通～西洞院通間
- 木賊山町　　　　　仏光寺通・油小路通～西洞院通間
- 住吉町　　　　　　醒ヶ井通・高辻通～松原通間
- 麓町　　　　　　　油小路通・高辻通～松原通間
- 舟屋町　　　　　　東中筋通・高辻通～松原通間
- 高辻西洞院町　　　西洞院通・高辻通～松原通間
- 西高辻町　　　　　高辻通・堀川通～油小路通間
- 永養寺町　　　　　高辻通・油小路通～西洞院通間
- 喜吉荒神町　　　　堀川通と醒ヶ井通・仏光寺通～高辻通間　＆　仏光寺通・油小路通～堀川通間

以上の21町がある。町内区域は概ね上記の区域である。

## 学区内にある祇園祭の山・鉾
- 傘鉾町　　　　　四条傘鉾
- 芦刈山町　　　　芦刈山
- 風早町　　　　　油天神山
- 木賊山町　　　　木賊山
- 太子山町　　　　太子山

以上、現在は傘鉾が一基、山が四基

## 著名な出身者
- 梅原龍三郎（画家）
- 山口華楊（画家）
- 大野克夫（作曲家）
- 藤田まこと（俳優）
- 中田明（写真家）
- 辻辰三郎（弁護士・検事総長）

## 格致学区とチンチン電車
明治38年(1905年)12月、京都電氣鐵道株式会社が京都駅から北野天満宮の北野駅まで、いわゆるチンチン電車が開通し格致学区の交通は便利になった。その後、大正7年(1918年)7月に京都市が京都電氣鐵道を買収し、京都市電北野線となり、チンチン電車は昭和38年(1961年)7月31日まで走り、惜しまれつつ廃線となった。
北野線のチンチン電車の経路は、京都駅→三哲通→西洞院通→四条通→堀川通→中立売通→北野車庫のコースであった。この内、西洞院通りの松原から四条までと四条通が格致学区となっている。京都市交通局　京都市交通局のあゆみ～年表参照

## 格致学区にも歴史
この小さな格致学区にも歴史はあります。醒ヶ井通と東中筋通を除いて、すべての通りはいずれも794年(延暦13年)に開通しました。同年は桓武天皇が
長岡京を廃して平安京に遷都された年です。

## 稲荷社
昔、格致校の校庭内にあった『稲荷社』は大正7,8年に実施された格致校拡張のため、格致校の講堂の北側にお祭りしていた『稲荷社』は近くの醒ヶ井道にある住吉神社に移されました。

## 学区周辺
- 住吉神社 (京都市下京区醒ヶ井)

明治3年(1870年)頃、住吉神社の社務所は開校なった格致校の裁縫室になっていたという。そして今もその名残をのこし、屋根の瓦に格致校の校紋がある。
- 菅大臣神社
- 五條天神社 (京都市)
- 道元禅師示寂の碑
- 堤境山寿福院観音寺